# Freqüència de refresc
La freqüència de refresc d'una pantalla d'ordinador on d'un monitor vídeo queda definida pel nombre d'imatges que es mostren a la pantalla per segon. Aquest valor varia generalment entre 50 i 144 Hz. Com més elevada és aquesta freqüència millor és el confort visual. Pels epilèptics es recomana una freqüència mínima de 100 Hz.
Aquesta característica es troba tant en els targetes gràfiques com a les pantalles d'ordinador, on s'anomena freqüència d'escombrat vertical (vsync) i cal que sigui la mateixa a ambdós costats, commutant les freqüències ja sigui de forma automàtica o mitjançant un mètode de configuració manual (botons, drivers, etc..)
Tanmateix, sobre els LCD, aquesta taxa de refresc és menys important perquè la imatge resta visible entra passada i passada. Una freqüència de refresc de 60 Hz és suficient perquè l'ull percebi un moviment fluid (als jocs vídeo per exemple). Per contra per anunciar les imatges en relleu (estereoscòpia) és necessària una pantalla LCD de 120 Hz perquè cal una imatge per cada ull, és a dir, el doble del abans esmentat.

## Història
En una certa època, certs constructors anunciaven freqüències de refresc elevades per a les seves pantalles, però en fa empraven una tècnica d'escaneig entrellaçat on cada imatge es visualitza en dos temps, primer les línies d'ordre parell, a continuació les línies senars. De fet, tot i que aquesta tecnologia, permetia d'anunciar freqüències elevades, aportaven un confort a l'usuari inferior a la d'un escaneig no entrellaçat. A part d'això, sempre cal tenir en compte que les freqüències de la targeta gràfica siguin compatibles amb les de la pantalla.

## Monitors d'ordinador
En monitors CRT petits, la mida dels quals gira al voltant dels 38 cm, la freqüència de refresc ideal perquè no es percebi cap molèstia és una quantitat compresa entre els 60 i 72 Hz. En monitors com aquests però més grans (43 cm o més), la majoria de les persones experimenten molèsties lleus llevat que el refresc estigui establert en 72 Hz o superior. Una velocitat de 100 Hz és "còmoda" a gairebé qualsevol mida.
Tanmateix, la situació varia completament amb els monitors LCD. L'equivalent més proper a una la freqüència de refresc en un monitor LCD és la freqüència de fotogrames, que sovint es bloqueja a 60 fps (fotogrames per segon). Això, però, rarament resulta un problema, perquè l'única part d'un monitor LCD que podria produir parpelleig com CRT −el seu retroil·lumini− normalment funciona a partir d'un mínim de 200 Hz.
La freqüència de refresc presenta diferents configuracions segons el sistema operatiu en qüestió. Microsoft Windows 95 i Windows 98 (Primera i Segona Edicions) estableixen la taxa de refresc a la taxa més alta que creuen que és compatible la pantalla. Els sistemes operatius basats en Windows NT, com Windows 2000 i els seus descendents Windows XP, Windows Vista, Windows 7 i posteriors, en canvi, estableixen una freqüència de refresc predeterminada a un ritme conservador, normalment al voltant dels 60 Hz. Pel que fa al funcionament de Linux, se sol definir una velocitat de refresc escollida per l'usuari durant la configuració del gestor de visualitzacions. Algunes aplicacions a pantalla completa, incloent-hi molts jocs, ara permeten a l'usuari tornar a configurar la velocitat d'actualització abans d'entrar al mode de pantalla completa, però la majoria per defecte a una resolució conservadora i un ritme d'actualització i permeten augmentar la configuració de les opcions
Els monitors antics es poden arribar a malmetre si un usuari configura la targeta gràfica a una velocitat de refresc superior a la taxa més alta que suporta l'aparell. Alguns d'aquests models, fins i tot, mostren un avís que el senyal de vídeo utilitza una taxa de refresc no compatible.

## Televisors
L'arribada de les televisions durant els anys trenta va estar caracteritzada per una sèrie de limitacions tècniques determinants. La freqüència de la xarxa de corrent altern es va utilitzar per la freqüència de refresc vertical a causa de dos motius. El primer motiu va ser que la vàlvula de buit del televisor era susceptible a la interferència del subministrament elèctric de la unitat, cosa que podria derivar en el mal funcionament de l'aparell. L'ús de la mateixa freqüència va reduir aquest succés i va fer que la interferència fos estàtica a la pantalla (i, per tant, menys intrusiva).
La segona raó, en canvi, és força diferent: com que els estudis de televisió utilitzaven làmpades de corrent alterna, la filmació a una freqüència diferent provocaria fenòmens de strobing. D'aquesta manera, els productors no tenien més remei que fer conjunts de 60 Hz a Amèrica i 50 Hz a Europa. Aquests freqüències són la base del funcionament dels principals sistemes utilitzats en l'actualitat: el sistema M de 60 Hz (gairebé sempre s'utilitza amb codificació de colors NTSC) i el sistema B/G de 50 Hz (gairebé sempre s'utilitza amb codificació de colors PAL o SECAM). Aquest fenomen, totalment atzarós, va donar una resolució més alta als sistemes i dispositius europeus, a canvi de freqüències de fotograma més baixes. No obstant això, la freqüència de refresc inferior de 50 Hz introdueix més parpelleig, de manera que ara són molt populars els dispositius que utilitzen tecnologia digital per duplicar la velocitat de refresc fins a 100 Hz.
Una altra diferència entre els estàndards de 50 Hz i 60 Hz és la manera com es transfereixen o presenten les pel·lícules en moviment. La pel·lícula de 35 mm es projecta normalment a 24 fotogrames per segon (fps). En el cas de PAL a 50 Hz, això permet transmetre fàcilment les fonts de la pel·lícula accelerant la pel·lícula en un 4%. Per tant, la imatge resultant és suau, però hi ha un petit desplaçament del to de l'àudio. En canvi, pel que fa a NTSC, es pot mostrar perfectament material de 24 fps i 25 fps sense cap canvi de velocitat mitjançant una tècnica anomenada pull down 3:2, però a costa d'introduir una reproducció fluida en forma de control de Telecine.
De forma similar a alguns monitors d'ordinadors i al DVD, els sistemes de televisió analògics utilitzen l'exploració entrellaçada, cosa que disminueix el parpelleig aparent mostrant o pintant primer les línies imparelles i, després, les línies parelles (conegudes com a camps). Això duplica la freqüència de refresc, en comparació amb una imatge d'escaneig progressiu al mateix ritme de fotograma. Funciona perfectament per a càmeres de vídeo, on els camps s'exposen de manera separada; la velocitat de fotogrames efectiva es duplica, de manera que ara hi ha 50 exposicions i no pas només 25 per segon.
Actualment, molts televisors LCD de gamma alta tenen una velocitat de refresc de 120 o 240 Hz als països NTSC, o bé de 100 o 200 Hz als països PAL i SECAM.

## Reproducció de pel·lícules als televisors
Com que les pel·lícules se solen filmar a una velocitat de 24 fotogrames per segon, mentre que els televisors funcionen a diferents freqüències, són necessaris diversos processos de conversió. Actualment, però, existeixen diferents tècniques per oferir a l'espectador una experiència òptima.
La combinació de producció de contingut i dispositius de reproducció pot donar artefactes que no són necessaris. Un dispositiu de visualització que funciona amb freqüència de 60 fps no pot mostrar una pel·lícula de 24 fps a una velocitat uniforme, i és per això que, normalment, s'utilitza un patró de pull down 3:2, que converteix els 24 fotogrames per segon a 29.97 fotogrames per segon.
Si bé els monitors ordinadors CRT han estat capaços de funcionar amb freqüències múltiples de 24 Hz des de principis de la dècada de 1990, recents pantalles LCD de 120 Hz s'han creat amb el propòsit de produir un moviment més suau i fluid, depenent del material d'origen i qualsevol altre processament posterior realitzat sobre el senyal original. En el cas de la reproducció de material en vídeo, es pot percebre una millora de la suavitat només aplicant una freqüència de refresc més elevada.
En el cas del material filmat, ja que el 120 és un múltiple parell de 24, és possible presentar una seqüència de 24 pps en una pantalla de 120 Hz ben dissenyada (és a dir, l'anomenat pull down de 5:5). A més, es pot mostrar material amb una suavitat creada sintèticament amb l'addició del sistema d'interpolació a la pantalla, cosa que suposa generar nous fotogrames utilitzant els ja existents en un arxiu audiovisual i que, conseqüentment, té un efecte encara més gran sobre el material filmat.